# Grand Prix de Gommegnies
Le Grand Prix de Gommegnies est une course cycliste disputée le vendredi de la semaine du 15 août à Gommegnies, dans le département du Nord. Elle est organisée par le Vélo Club Maubeugeois.

## Présentation
Elle est la première épreuve d'un triptyque de courses nationales dans la région de Bavay puisque le Grand Prix de Boussière-sur-Sambre est disputé le samedi et le Grand Prix de Bavay le dimanche. 
En 2016, le Grand Prix est rétrogradé au niveau régional à un niveau mineur (coureurs de deuxième catégorie maximum). Entre 2017 et 2019, il est uniquement disputé par des cyclistes affiliés à l'UFOLEP. Il s'ouvre de nouveau aux cyclistes de première catégorie en 2020.

## Palmarès depuis 2002
| Année    | Vainqueur                 | Deuxième            | Troisième           |
| -------- | ------------------------- | ------------------- | ------------------- |
| 2002     | Grégory Faghel            |                     |                     |
| 2003     | Résultats inconnus        | Résultats inconnus  | Résultats inconnus  |
| 2004     | Romain Fondard            |                     |                     |
| 2005     | Thomas Nosari             | Fabrice Debrabant   | Sébastien Six       |
| 2006     | Steven Tronet             | Sergey Krushevskiy  | Yohann Morelle      |
| 2007     | Thomas Nosari             |                     |                     |
| 2008     | Gérald Lavalard           | Aziz Immouni        | Stéphane Leveillé   |
| 2009     | Benoît Daeninck           | Benjamin Cantournet | Mariusz Wiesiak     |
| 2010     | Mathieu Simon             | Adam Gawlik         | Gwénaël Tallonneau  |
| 2011     | Alexandre Gratiot         | Mathieu Simon       | Jérémy Burton       |
| 2012     | Yu Takenouchi             | Adam Yates          | François Ribeiro    |
| 2013     | Kévin Lalouette           | Franck Vermeulen    | Maxime Le Montagner |
| 2014     | Cyrille Patoux            | Axel Flet           | Dany Maffeïs        |
| 2015     | Pierre Lebreton           | Nikita Panassenko   | Jérémy Lecroq       |
| 2016     | Alexandre Riegert         | Jérôme Grévin       |                     |
| 2017 (1) | Frédéric Guilbert         | Didier Petit        | Stéphane Lecolier   |
| 2017 (2) | Daniel Vivier             | Régis Delhaye       | Yves Vanlancker     |
| 2018 (1) | Mathieu Boudin            | Julien Knockaert    | Franck Bisiaux      |
| 2018 (2) | Céline Knockaert          | Cyril Cordier       | Gilbert Tousverts   |
| 2020     | Kenny Constant            | Axel Huens          | Théo Sagnier        |
| 2021     | Baptiste Bernard          | Alexis Caresmel     | Johan De Jonckheere |
| 2022     | Florentin Lecamus-Lambert | Alexis Pierre       | Sébastien Havot     |